# Scuola Refah
La Scuola Refah era una scuola elementare femminile della capitale iraniana, Teheran.

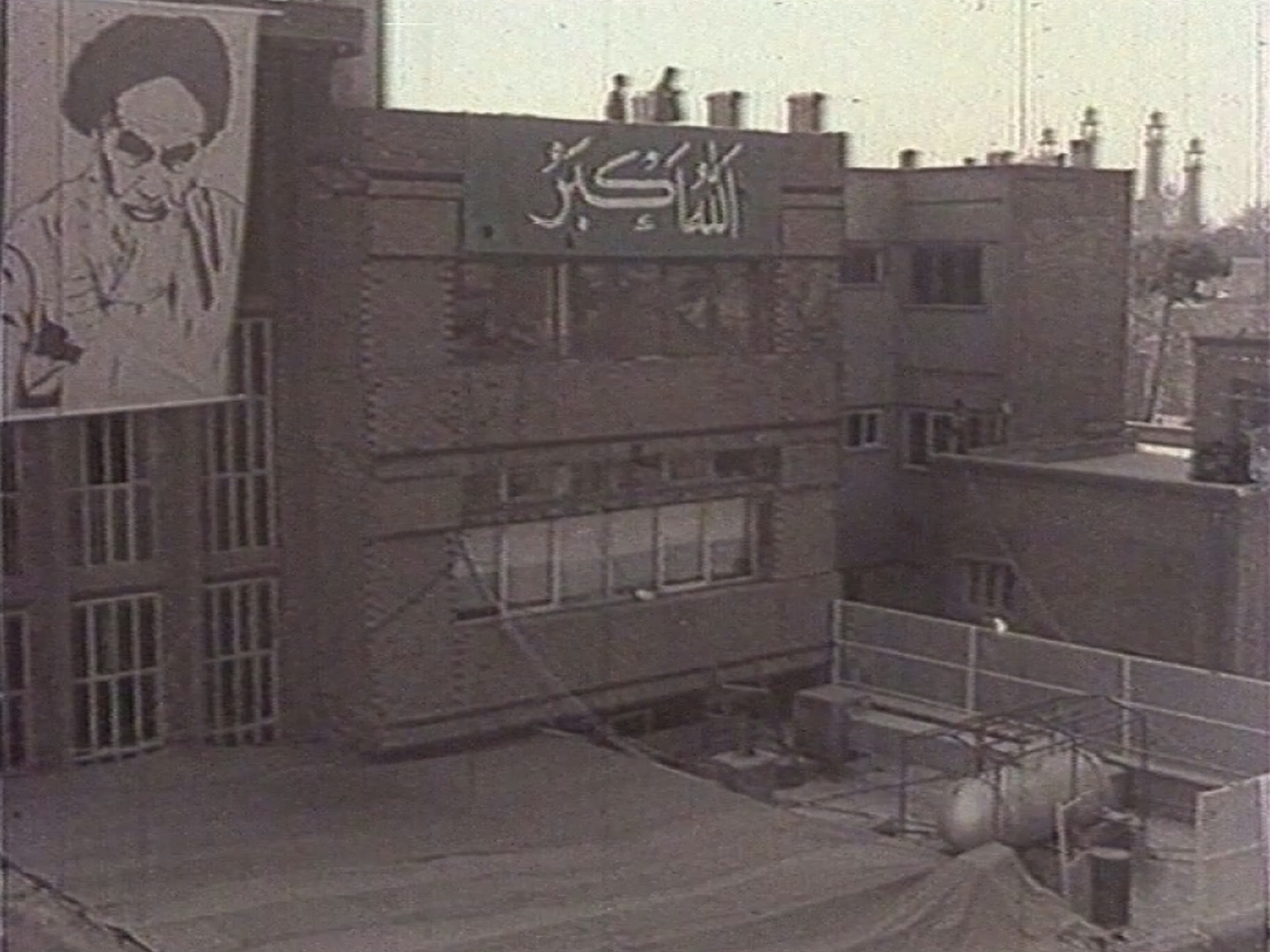
L'esterno della scuola Refah con un poster di Khomeyni, febbraio 1979

Divenne nota in particolare dopo la rivoluzione islamica, quando gli uomini dell'Ayatollah Khomeyni occuparono la struttura. 

L'entrata della scuola, 1º febbraio 1979

Qui si occuparono di giudicare i controrivoluzionari, attraverso l'istituzione di una Corte Rivoluzionaria Islamica.
Nella scuola vennero fucilati, tra gli altri, il direttore della SAVAK Nematollah Nassiri, Manouchehr Khosrodad, Nader Jahanbani, Amir-Abbas Hoveyda, Mehdi Rahimi, Reza Naji.
Fu qui che Khomeyni inaugurò il nuovo governo provvisorio.
Oggi è un centro culturale islamico.

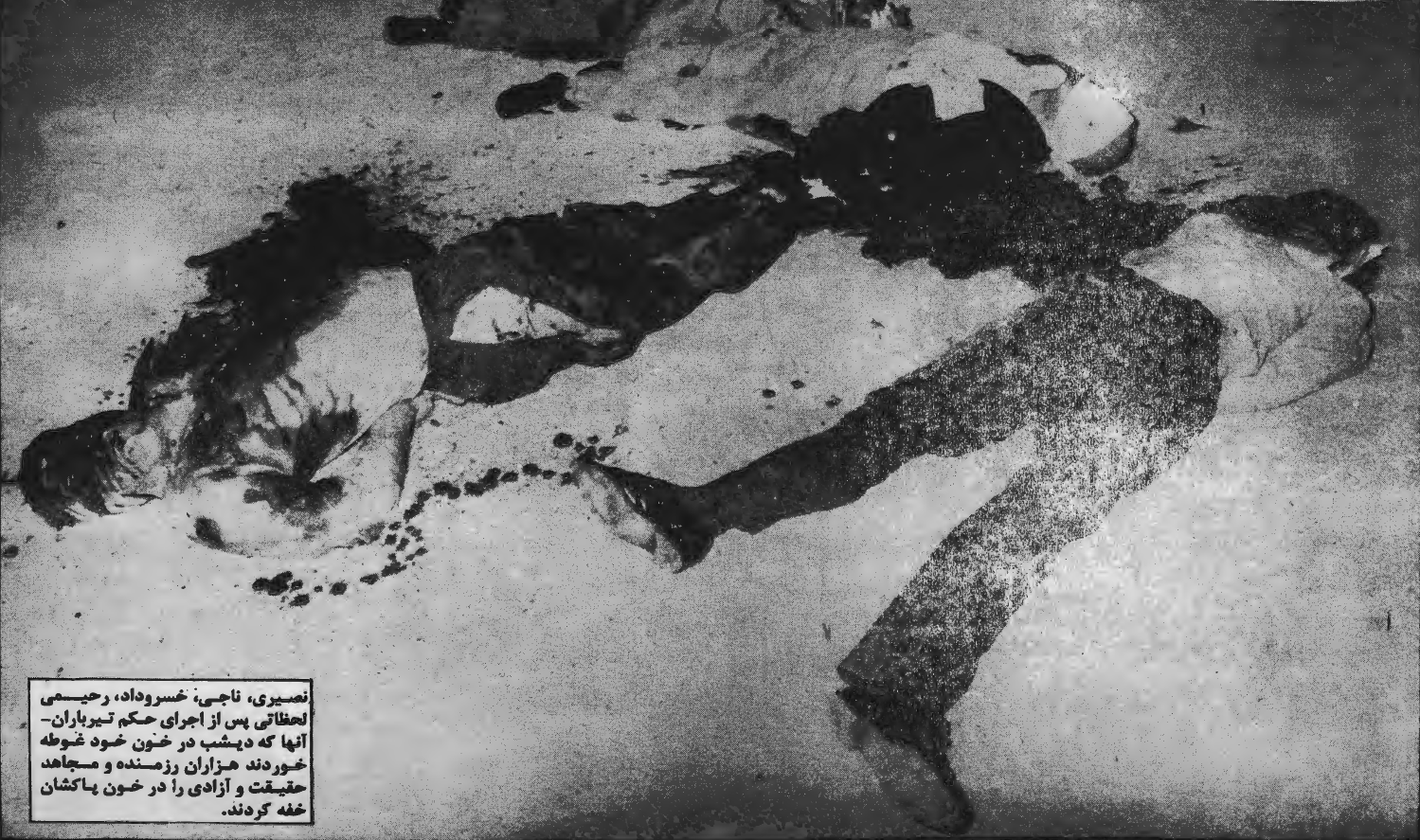
I corpi di Rahimi, Naji, Nassiri e Khosrodad – 15 febbraio 1979)